# Elecciones parlamentarias de Portugal de 1965
Elecciones parlamentarias se celebraron en Portugal el 7 de noviembre de 1965.
Cinco listas de oposición se inscribieron para competir en las elecciones, pero cuatro se retiraron en protesta por la falta de libertad en la campaña. La lista socialdemócrata restante pedía la autodeterminación de las colonias portuguesas en África.
Finalmente, la Union Nacional del primer ministro António de Oliveira Salazar obtuvo la totalidad de escaños.

## Resultados
| Partido                            | Votos     | %    | Escaños |
| ---------------------------------- | --------- | ---- | ------- |
| Union Nacional                     |           |      | 130     |
| Lista socialdemócrata              |           |      | 0       |
| Votos nulos/en blanco              |           | –    | –       |
| Total                              | 998,542   | 100  | 130     |
| Votantes registrados/participación | 1,357,459 | 73.6 | –       |
| Fuente: Nohlen & Stöver            |           |      |         |